# San Pedro Dzulá
San Pedro Dzulá är en ort i Mexiko.   Den ligger i kommunen Tekax och delstaten Yucatán, i den östra delen av landet, 1 000 km öster om huvudstaden Mexico City. San Pedro Dzulá ligger 123 meter över havet och antalet invånare är 103.
Terrängen runt San Pedro Dzulá är platt. Runt San Pedro Dzulá är det glesbefolkat, med 18 invånare per kvadratkilometer. Närmaste större samhälle är Huntochac, 12,7 km söder om San Pedro Dzulá. I omgivningarna runt San Pedro Dzulá växer i huvudsak städsegrön lövskog.